# Конзумирања кафе и чаја и смањење ризика од можданог удара и деменције
Конзумирања кафе и чаја и смањење ризика од можданог удара и деменције утврђено је након велике популационе студије повезане са чињеницом да најшире конзумирање ових напитака заступљено широм света. смањило број можданих удара и учесталост деменције,  Наиме, према последњим истраживањима, утврђено је да је испијање кафе  у комбинацији са чајем повезано са мањим ризиком од деменције након можданог удара, него  испијање само кафе или само чаја, јер су истраживачи открили да су особе које су пиле 2 до 3 шољице кафе и 2 до 3 шоље чаја дневно имале 30% мању инциденцију можданог удара и 28% мањи ризик од деменције у односу на оне које то нису чиниле.
Иако досадашеи налази подржавају повезаност између умерене конзумације кафе и чаја и ризика од можданог удара и деменције, остаје да се са кроз већи број студија са много већом поузданошћу утврди да ли удружено конзумирање ових напитака може побољшати исходе можданог удара и деменције, како се то наводи у прелиминарним истраживањима.

## Опште информације
Кафа садржи кофеин и богат је извор антиоксиданата и других биоактивних једињења. Док чај  садржи кофеин, катехин полифеноле и флавоноиде има неуропротективну улогу, као што је антиоксидативни стрес, анти-инфламација, инхибиција агрегације амилоид-бета и антиапоптотички ефекат. Потрошња кафе је уско повезана са конзумацијом чаја. Проспективна кохортна студија је објавила да је око 70% учесника конзумирало и кафу и чај. Кафа и чај су различита пића али са компонентама које се преклапају, као што је кофеин, теофилин и различитим биолошки активним састојцима, укључујући епигалокатехин галат и хлорогенску киселину.. Чини се да ови састојци деле заједничке механизме - реактивне врсте кисеоника, с друге стране, различити састојци такође имају различите циљне молекуле и стога различите биолошке ефекте.
Штавише, генетски полиморфизми у ензимима који учествују у уносу, метаболизму и излучивању компоненти чаја и кафе су такође повезани са различитим биолошким активностима ова два напитка.
Поред тога, студије су откриле интеракцију између зеленог чаја и кафе на здравствене исходе у јапанској популацији.  Студијска јапанског центра за јавно здравље известила је да је постојала мултипликативна интеракција између зеленог чаја и кафе која је била повезана са мањим ризиком од унутарможданог крварења. Проспективна студија је показала да изгледа да постоји адитивна интеракција између зеленог чаја и кафе на морталитет код јапанских пацијената са дијабетесом типа 2.
Епидемиолошке и клиничке студије показале су предности кафе и чаја одвојено у превенцији деменције.  Међутим, мало се зна о повезаности комбинације кафе и чаја и ризика од деменције, и да ли она може бити мултипликативна или адитивна интеракција, на смањење ризика од можданог удара и деменције.

### Деменција
Деменцију карактерише прогресивно и непопустљиво погоршање менталних способности које неизбежно угрожава самосталан живот. Алцхајмерова болест и васкуларна деменција су два главна подтипа деменције. Деменција је више клинички симптом него специфична болест и може бити изазвана:
- церебралном дегенерацијом,
- цереброваскуларним обољењима,
- трауматским повредама мозга,
- туморима мозга,
- интракранијалним инфекцијама,
- метаболичким болестима и
- отровима.

Са трендом старења становништва, деменција је постала све већи глобални здравствени проблем и донела је тежак економски и друштвени терет. Глобално, преко 50 милиона појединаца имало је деменцију 2019. године Очекује се да ће се овај број повећати на 152 милиона до 2050. године. С обзиром на ограничену терапијску вредност лекова који се тренутно користе за лечење деменције, идентификација фактора ризика од деменције који се могу спречити је од високог приоритета, укључујући и истраживања која се односе на наизменичну употребу кафе и чаја

### Мождани удар
Мождани удар, који чини 10% свих смртних случајева у свету,  водећи је узрок инвалидноси у свим година живота. Иако су се инциденција и морталитет од можданог удара, стандардизована по годинама, глобално смањили у последње две деценије 21. века, апсолутни број случајева можданог удара и смртних случајева се повећао.

### Мождани удар и деменција као удружени ризик
Мождани удар и деменција представљају ризик једни за друге и деле неке од истих фактора ризика и заштитних фактора који се у великој мери могу променити. 
Лонгитудинална студија заснована на популацији открила је да мождани удар и деменција деле око 60% фактора ризика и заштите. Према проценам, 90% можданих удара  и 35% деменције  се да спречити.  Пошто мождани удар удвостручује шансе за развој деменције и мождани удар је чешћи од деменције, а више од трећине случајева деменције може се спречити превенцијом можданог удара.
Деменција након можданог удара се односи на било коју деменцију која се јавља након можданог удара. Деменција после можданог удара представља значајан јавноздравствени проблем, јер 30% преживелих од можданог удара развија деменцију.    Стога је идентификација и превенција фактора који утичу на деменције након можданог удара веома важна. 
Епидемиолошке студије су показале обрнута асоцијација између кафе и чаја и инцидента можданог удара и деменције, али везе између узимања кафе и чаја и деменције након можданог удара до недавно је била нејасне. Стога је у неким студијама истражена повезаност кафе и чаја одвојено и у комбинацији са ризиком од развоја можданог удара, деменције и деменције након можданог удара на основу података из велике популационе студије.

## Механизми повезани са можданим ударом и деменцијом
Како су кафа и чај два различита напитка са преклапањем и различитим садржајима,  постоји неколико механизама помоћу којих комбинација кафе и чаја може бити повезана са можданим ударом и деменцијом:
- Кафа је примарни извор кофеина и садржи феноле и друга биоактивна једињења са потенцијалним корисним ефектима на здравље.

- Чај садржи кофеин, катехин полифеноле и флавоноиде, за које се наводи да имају неуропротективну улогу као што су антиоксидативни стрес, анти-инфламација, инхибиција амилоид-бета агрегације и антиапоптоза.[9][24][25]

- Потенцијални механизми који могу бити повезан са комбинованом заштитном улогом различитих антиоксиданса и других биолошких садржаја у ова два напитка.[26]
- Кафа и чај имају специфичан садржај полифенола, који се карактерише хидроксициметним киселинама у првом и катехинима у другом, који су показали потенцијалне предности у побољшању функције ендотела, отпорности на инсулин и против упале, и имају различите циљне молекуле;[27] тиме, специфични полифенолни садржаји кафе и чаја могу играти комбиновану заштитну улогу у патогенези можданог удара и деменције.
- И кафа и чај су  повезани са нижим кардиометаболичким ризицима, укључујући дијабетес типа 2, хипертензију и кардиоваскуларну болест.[28][29][22]

- Комбиновано конзумирање ова два напитка  може имати користи за здравље зглобова за спречавање ризика од можданог удара и деменције.

- Интеракција између испијања кафе и чаја и за мождани удар и за деменцију је можда настала случајно.

- Конзумирање кафе и чаја може заједнички да модулира  одређене активације цитокина.[30][31][32]

Имајући у виду релативно мали број студија даља валидација у експериментима на животињама је оправдана да би се испитале потенцијалне заједничке добробити кафе и чаја на деменцију.